# Dalmannia vitiosa
Dalmannia vitiosa är en tvåvingeart som beskrevs av Daniel William Coquillett 1892. Dalmannia vitiosa ingår i släktet Dalmannia och familjen stekelflugor. Inga underarter finns listade i Catalogue of Life.